# Каронга
Каро́нга (англ. Karonga) — містечко, центральний населений пункт та адміністративний центр дистрикту Каронга Північного регіону Малаві.
Розташоване на західному березі озера Ньяса, до 1877 року було центром работоргівлі.

## Населення
Населення — 61609 осіб (2018; 40334 у 2008, 27811 у 1998, 19667 у 1987, 11873 у 1977).
Мова Тумбука широко використовується в міських школах і в повсякденному житті Каронга відома як «острів мови і культури Тумбука в морі людей Нгонде»..

## Клімат
Місто знаходиться у зоні, котра характеризується кліматом тропічних саван. Найтепліший місяць — листопад із середньою температурою 25.6 °C (78 °F). Найхолодніший місяць — червень, із середньою температурою 20.6 °С (69 °F).
| Клімат Каронги          | Клімат Каронги | Клімат Каронги | Клімат Каронги | Клімат Каронги | Клімат Каронги | Клімат Каронги | Клімат Каронги | Клімат Каронги | Клімат Каронги | Клімат Каронги | Клімат Каронги | Клімат Каронги | Клімат Каронги |
| Показник                | Січ.           | Лют.           | Бер.           | Квіт.          | Трав.          | Черв.          | Лип.           | Серп.          | Вер.           | Жовт.          | Лист.          | Груд.          | Рік            |
| Середня температура, °C | 25             | 24             | 24             | 24             | 23             | 21             | 21             | 21             | 23             | 25             | 26             | 25             | 23             |
| Норма опадів, мм        | 193            | 170            | 314            | 189            | 31             | 2              | 1              | 1              | 0              | 2              | 46             | 173            | 1122           |
| ----------------------- | -------------- | -------------- | -------------- | -------------- | -------------- | -------------- | -------------- | -------------- | -------------- | -------------- | -------------- | -------------- | -------------- |
| Джерело: Weatherbase    |                |                |                |                |                |                |                |                |                |                |                |                |                |

## Економіка
Економіка місцевості базується на вирощуванні бавовни та рису вздовж берегів озера, а також на виробництві кави та тваринництві на заході. Мешканці міста харчуються переважно за рахунок рибальства.